# El Tule, Querétaro Arteaga
El Tule är en ort i Mexiko.   Den ligger i kommunen Tolimán och delstaten Querétaro Arteaga, i den centrala delen av landet, 190 km nordväst om huvudstaden Mexico City. El Tule ligger 1 708 meter över havet och antalet invånare är 418.
Terrängen runt El Tule är huvudsakligen kuperad, men åt sydost är den platt. Runt El Tule är det ganska glesbefolkat, med 28 invånare per kvadratkilometer. Närmaste större samhälle är San Pablo Tolimán, 10,8 km sydost om El Tule. Trakten runt El Tule består i huvudsak av gräsmarker.